# Grand Prix de la Ville de Valladolid 2010
La 1re édition du Grand Prix de la Ville de Valladolid (Gran Premio Ciudad de Valladolid en espagnol) a eu lieu le 6 juin 2010. C'est la sixième épreuve de la Coupe du monde de cyclisme sur route féminine 2010. Elle est remportée par l'Allemande Charlotte Becker.

## Présentation

### Équipes
| Équipes féminines professionnelles (16)- Alriksson-Go:Green - Bizkaia-Durango - Cervélo TestTeam - Debabarrena-Kirolgi - Gauss RDZ Ormu - Giant Pro Cycling - HTC-Columbia Women - Lointek - Lotto Ladies - Nederland Bloeit - Red Sun Cycling Team - Safi-Pasta Zara - SC Michela Fanini Record Rox - Top Girls Fassa Bortolo-Ghezzi - Valdarno - Vienne Futuroscope Équipes nationales (5)- Allemagne - Australie - Espagne - Grande-Bretagne - Pays-Bas |
| |

## Récit de la course
La météo est chaude. Le peloton ne laisse partir aucune échappée jusqu'au kilomètre quatre-vingt-cinq. À partir de Peñaflor, le vent scinde le groupe en deux. À trente kilomètres de l'arrivée, Charlotte Becker, Judith Arndt et Annemiek van Vleuten sortent du peloton. Bien que Charlotte Becker soit détachée à deux reprises, elle s'impose au sprint. Derrière, Marianne Vos règle le peloton,.

## Classements

### Classement final
| \| Classement général \| Classement général \| Classement général \| Classement général \| Classement général \| \| Coureuse \| Coureuse \| Pays \| Équipe \| Temps \| \| ------------------ \| -------------------- \| ------------------ \| -------------------- \| ------------------ \| \| 1re \| Charlotte Becker \| Allemagne \| Cervélo TestTeam \| 3 h 02 min 09 s \| \| 2e \| Judith Arndt \| Allemagne \| HTC-Columbia Women \| + 0 s \| \| 3e \| Annemiek van Vleuten \| Pays-Bas \| Nederland Bloeit \| + 0 s \| \| 4e \| Marianne Vos \| Pays-Bas \| Nederland Bloeit \| + 1 min 06 s \| \| 5e \| Giorgia Bronzini \| Italie \| Gauss RDZ Ormu \| + 1 min 06 s \| \| 6e \| Emma Johansson \| Suède \| Red Sun Cycling Team \| + 1 min 06 s \| \| 7e \| Monia Baccaille \| Italie \| Valdarno \| + 1 min 06 s \| \| 8e \| Nicole Cooke \| Royaume-Uni \| Grande-Bretagne \| + 1 min 06 s \| \| 9e \| Oxana Kozonchuk \| Russie \| Safi-Pasta Zara \| + 1 min 06 s \| \| 10e \| Pascale Jeuland \| France \| Vienne Futuroscope \| + 1 min 06 s \| |                      |             |                      |                 |
| |                      |             |                      |                 |
| Source : Cycling Quotient |                      |             |                      |                 |
| Classement général |                      |             |                      |                 |
| Coureuse | Coureuse             | Pays        | Équipe               | Temps           |
| 1re | Charlotte Becker     | Allemagne   | Cervélo TestTeam     | 3 h 02 min 09 s |
| 2e | Judith Arndt         | Allemagne   | HTC-Columbia Women   | + 0 s           |
| 3e | Annemiek van Vleuten | Pays-Bas    | Nederland Bloeit     | + 0 s           |
| 4e | Marianne Vos         | Pays-Bas    | Nederland Bloeit     | + 1 min 06 s    |
| 5e | Giorgia Bronzini     | Italie      | Gauss RDZ Ormu       | + 1 min 06 s    |
| 6e | Emma Johansson       | Suède       | Red Sun Cycling Team | + 1 min 06 s    |
| 7e | Monia Baccaille      | Italie      | Valdarno             | + 1 min 06 s    |
| 8e | Nicole Cooke         | Royaume-Uni | Grande-Bretagne      | + 1 min 06 s    |
| 9e | Oxana Kozonchuk      | Russie      | Safi-Pasta Zara      | + 1 min 06 s    |
| 10e | Pascale Jeuland      | France      | Vienne Futuroscope   | + 1 min 06 s    |

### Points attribués
| Position           | 1er | 2e | 3e | 4e | 5e | 6e | 7e | 8e | 9e | 10e | 11e | 12e | 13e | 14e | 15e |
| Classement général | 100 | 70 | 40 | 30 | 25 | 20 | 15 | 10 | 9  | 8   | 7   | 6   | 5   | 4   | 3   |

## Liste des participantes
| Légende | Légende                                                                            | Légende | Légende                                                    |
| ------- | ---------------------------------------------------------------------------------- | ------- | ---------------------------------------------------------- |
| Num     | Dossard de départ porté par le coureur sur ce Grand Prix de la Ville de Valladolid | Pos     | Position à l'arrivée de la course                          |
|         | Indique un maillot de champion national ou mondial, suivi de sa spécialité         | NP      | Indique un coureur qui n'a pas pris le départ de la course |
| AB      | Indique un coureur qui n'a pas terminé la course                                   | HD      | Indique un coureur qui a terminé la course hors des délais |

| Nederland Bloeit ARC | Nederland Bloeit ARC           | Nederland Bloeit ARC |
| -------------------- | ------------------------------ | -------------------- |
| Num                  | Coureuse                       | Pos                  |
| 1                    | Marianne Vos (NED) (route)     | 4e                   |
| 2                    | Loes Gunnewijk (NED)           | 20e                  |
| 3                    | Janneke Busser Kanis (NED)     | 21e                  |
| 4                    | Liesbet De Vocht (BEL) (route) | 29e                  |
| 5                    | Loes Markerink (NED)           | 94e                  |
| 6                    | Annemiek van Vleuten (NED)     | 3e                   |

| Cervélo TestTeam CWT | Cervélo TestTeam CWT    | Cervélo TestTeam CWT |
| -------------------- | ----------------------- | -------------------- |
| Num                  | Coureuse                | Pos                  |
| 11                   | Lizzie Armitstead (GBR) | 23e                  |
| 12                   | Charlotte Becker (GER)  | 1re                  |
| 13                   | Lieselot Decroix (BEL)  | 35e                  |
| 14                   | Claudia Häusler (GER)   | 54e                  |
| 15                   | Émilie Aubry (SUI)      | 39e                  |
| 16                   | Patricia Schwager (SUI) | 85e                  |

| Lotto Ladies LLT | Lotto Ladies LLT          | Lotto Ladies LLT |
| ---------------- | ------------------------- | ---------------- |
| Num              | Coureuse                  | Pos              |
| 21               | Grace Verbeke (BEL)       | 12e              |
| 22               | Vicki Whitelaw (AUS)      | 17e              |
| 23               | Veronica Andrèasson (SWE) | 59e              |
| 24               | Ashleigh Moolman (RSA)    | 72e              |
| 25               | Josephine Tomic (AUS)     | 76e              |
| 26               | Lynette Burger (RSA)      | 93e              |

| Red Sun Cycling Team RSC | Red Sun Cycling Team RSC         | Red Sun Cycling Team RSC |
| ------------------------ | -------------------------------- | ------------------------ |
| Num                      | Coureuse                         | Pos                      |
| 31                       | Emma Johansson (SWE)             | 6e                       |
| 32                       | Ludivine Henrion (BEL)           | 53e                      |
| 33                       | Paulina Brzeźna-Bentkowska (POL) | 61e                      |
| 34                       | Emma Silversides (GBR)           | 77e                      |
| 35                       | Mascha Pijnenborg (NED)          | 83e                      |
| 36                       | Petra Dijkman (NED)              | 84e                      |

| HTC-Columbia Women TCW | HTC-Columbia Women TCW | HTC-Columbia Women TCW |
| ---------------------- | ---------------------- | ---------------------- |
| Num                    | Coureuse               | Pos                    |
| 41                     | Judith Arndt (GER)     | 2e                     |
| 42                     | Chloe Hosking (AUS)    | 11e                    |
| 43                     | Ellen van Dijk (NED)   | 24e                    |
| 44                     | Adrie Visser (NED)     | 28e                    |
| 45                     | Noemi Cantele (ITA)    | 51e                    |
| 46                     | Luise Keller (GER)     | 89e                    |

| Valdarno VAD | Valdarno VAD                   | Valdarno VAD |
| ------------ | ------------------------------ | ------------ |
| Num          | Coureuse                       | Pos          |
| 51           | Marta Vilajosana (ESP) (route) | 32e          |
| 52           | Monia Baccaille (ITA) (route)  | 7e           |
| 53           | Tania Belvederesi (ITA)        | 86e          |
| 54           | Martina Corazza (ITA)          | 88e          |
| 55           | Alessia Massaccesi (ITA)       | 90e          |
| 56           | Bridie O'Donnell (AUS)         | AB           |

| Gauss RDZ Ormu GAU | Gauss RDZ Ormu GAU      | Gauss RDZ Ormu GAU |
| ------------------ | ----------------------- | ------------------ |
| Num                | Coureuse                | Pos                |
| 61                 | Giorgia Bronzini (ITA)  | 5e                 |
| 62                 | Martine Bras (NED)      | 15e                |
| 63                 | Giada Borgato (ITA)     | 26e                |
| 64                 | Edita Pučinskaitė (LTU) | 55e                |
| 65                 | Elena Kuchinskaya (RUS) | 58e                |
| 66                 | Eleonora Suelotto (ITA) | AB                 |

| Safi-Pasta Zara SAF | Safi-Pasta Zara SAF     | Safi-Pasta Zara SAF |
| ------------------- | ----------------------- | ------------------- |
| Num                 | Coureuse                | Pos                 |
| 71                  | Oxana Kozonchuk (RUS)   | 9e                  |
| 72                  | Alona Andruk (UKR)      | 19e                 |
| 73                  | Inga Čilvinaitė (LTU)   | 27e                 |
| 74                  | Vilija Sereikaitė (LTU) | 33e                 |
| 75                  | Eleonora Patuzzo (ITA)  | 36e                 |
| 76                  | Aušrinė Trebaitė (LTU)  | 46e                 |

| Top Girls Fassa Bortolo-Ghezzi TOG | Top Girls Fassa Bortolo-Ghezzi TOG | Top Girls Fassa Bortolo-Ghezzi TOG |
| ---------------------------------- | ---------------------------------- | ---------------------------------- |
| Num                                | Coureuse                           | Pos                                |
| 81                                 | Elena Berlato (ITA)                | 22e                                |
| 82                                 | Gloria Presti (ITA)                | 34e                                |
| 83                                 | Sigrid Corneo (SLO)                | 41e                                |
| 84                                 | Silvia Valsecchi (ITA)             | 80e                                |
| 85                                 | Jennifer Fiori (ITA)               | 92e                                |
| 86                                 | Valentina Carretta (ITA)           | AB                                 |

| Vienne Futuroscope FUT | Vienne Futuroscope FUT                 | Vienne Futuroscope FUT |
| ---------------------- | -------------------------------------- | ---------------------- |
| Num                    | Coureuse                               | Pos                    |
| 91                     | Pascale Jeuland (FRA)                  | 10e                    |
| 92                     | Christel Ferrier-Bruneau (FRA) (route) | 13e                    |
| 93                     | Karol-Ann Canuel (CAN)                 | 52e                    |
| 94                     | Julie Beveridge (CAN)                  | 64e                    |
| 95                     | Caroline Mani (FRA)                    | AB                     |

| Lointek LTK | Lointek LTK               | Lointek LTK |
| ----------- | ------------------------- | ----------- |
| Num         | Coureuse                  | Pos         |
| 101         | Anne-Marie Schmitt (LUX)  | 37e         |
| 102         | Belén López (ESP)         | 60e         |
| 103         | Leticia Gil (ESP)         | 91e         |
| 104         | Lucía González (ESP)      | 96e         |
| 105         | Debora Galves Lopez (ESP) | 98e         |
| 106         | Mireia Epelde (ESP)       | AB          |

| Bizkaia-Durango BPD | Bizkaia-Durango BPD         | Bizkaia-Durango BPD |
| ------------------- | --------------------------- | ------------------- |
| Num                 | Coureuse                    | Pos                 |
| 111                 | Cristina Alcalde (ESP)      | 30e                 |
| 112                 | Ana Garcia (ESP)            | 42e                 |
| 113                 | Ariadna Tudel Cuberes (AND) | 57e                 |
| 114                 | Dorleta Zorrilla (ESP)      | 75e                 |
| 115                 | Sara Ortiz (ESP)            | 95e                 |
| 116                 | Amaia Martioda (ESP)        | AB                  |

| Debabarrena-Kirolgi DKT | Debabarrena-Kirolgi DKT  | Debabarrena-Kirolgi DKT |
| ----------------------- | ------------------------ | ----------------------- |
| Num                     | Coureuse                 | Pos                     |
| 121                     | Ane Santesteban (ESP)    | 97e                     |
| 122                     | Ana Yunta (ESP)          | AB                      |
| 123                     | Inmaculada Pereiro (ESP) | AB                      |
| 124                     | Izaro Lasa (ESP)         | AB                      |
| 125                     | Saioa Olite (ESP)        | AB                      |
| 126                     | Inmaculada Rafael (ESP)  | AB                      |

| Giant Pro Cycling GPC | Giant Pro Cycling GPC | Giant Pro Cycling GPC |
| --------------------- | --------------------- | --------------------- |
| Num                   | Coureuse              | Pos                   |
| 131                   | Liu Xin (CHN)         | 69e                   |
| 132                   | Fanli Shen (CHN)      | 70e                   |
| 133                   | Lina Shi (CHN)        | AB                    |
| 134                   | Luo Xiaoling (CHN)    | AB                    |
| 135                   | Gao Min (CHN)         | AB                    |

| SC Michela Fanini Record Rox MIC | SC Michela Fanini Record Rox MIC | SC Michela Fanini Record Rox MIC |
| -------------------------------- | -------------------------------- | -------------------------------- |
| Num                              | Coureuse                         | Pos                              |
| 141                              | Nina Ovcharenko (UKR)            | 44e                              |
| 142                              | Carly Hibberd (AUS)              | 25e                              |
| 143                              | Alice Marmorini (ITA)            | 78e                              |
| 144                              | Giulia Lazzerini (ITA)           | 79e                              |
| 145                              | Martina Růžičková (CZE) (route)  | 81e                              |
| 146                              | Barbara Guarischi (ITA)          | AB                               |

| Alriksson-Go:Green AGG | Alriksson-Go:Green AGG         | Alriksson-Go:Green AGG |
| ---------------------- | ------------------------------ | ---------------------- |
| Num                    | Coureuse                       | Pos                    |
| 151                    | Jennie Stenerhag (SWE) (route) | 45e                    |
| 152                    | Madelene Olsson (SWE)          | 48e                    |
| 153                    | Johanna Nilsson (SWE)          | AB                     |
| 154                    | Jessica Kihlbom (SWE)          | AB                     |

| Espagne ESP | Espagne ESP     | Espagne ESP |
| ----------- | --------------- | ----------- |
| Num         | Coureuse        | Pos         |
| 161         | Rosa Bravo      | 38e         |
| 162         | Leire Olaberría | 66e         |
| 163         | Maria Gomez     | 82e         |
| 164         | Marta Brugue    | AB          |
| 165         | Rocío Loureda   | AB          |
| 166         | Arantxa Garcia  | AB          |

| Pays-Bas NED | Pays-Bas NED         | Pays-Bas NED |
| ------------ | -------------------- | ------------ |
| Num          | Coureuse             | Pos          |
| 171          | Lucinda Brand        | 14e          |
| 172          | Anna van der Breggen | 40e          |
| 173          | Chantal Blaak        | 56e          |
| 174          | Andrea Bosman        | 65e          |
| 175          | Amy Pieters          | 71e          |
| 176          | Irene van den Broek  | 99e          |

| Australie AUS | Australie AUS    | Australie AUS |
| ------------- | ---------------- | ------------- |
| Num           | Coureuse         | Pos           |
| 181           | Tiffany Cromwell | 47e           |
| 182           | Carlee Taylor    | 49e           |
| 183           | Amanda Spratt    | 50e           |
| 184           | Rachel Neylan    | 67e           |
| 185           | Lisa Jacobs      | 73e           |

| Allemagne GER | Allemagne GER            | Allemagne GER |
| ------------- | ------------------------ | ------------- |
| Num           | Coureuse                 | Pos           |
| 191           | Denise Zuckermandel      | 18e           |
| 192           | Lisa Brennauer           | 43e           |
| 193           | Anna-Bianca Schnitzmeier | 68e           |
| 194           | Laura Dittmann           | 74e           |
| 195           | Franziska Merten         | 87e           |
| 196           | Franziska Ruschke        | AB            |

| Grande-Bretagne GBR | Grande-Bretagne GBR       | Grande-Bretagne GBR |
| ------------------- | ------------------------- | ------------------- |
| Num                 | Coureuse                  | Pos                 |
| 201                 | Nicole Cooke (route)      | 8e                  |
| 202                 | Lucy Martin               | 16e                 |
| 203                 | Catherine Hare Willianson | 31e                 |
| 204                 | Katie Colclough           | 62e                 |
| 205                 | Nikki Brammeier           | 63e                 |

| Nederland Bloeit ARC | Nederland Bloeit ARC           | Nederland Bloeit ARC |
| -------------------- | ------------------------------ | -------------------- |
| Num                  | Coureuse                       | Pos                  |
| 1                    | Marianne Vos (NED) (route)     | 4e                   |
| 2                    | Loes Gunnewijk (NED)           | 20e                  |
| 3                    | Janneke Busser Kanis (NED)     | 21e                  |
| 4                    | Liesbet De Vocht (BEL) (route) | 29e                  |
| 5                    | Loes Markerink (NED)           | 94e                  |
| 6                    | Annemiek van Vleuten (NED)     | 3e                   |

| Cervélo TestTeam CWT | Cervélo TestTeam CWT    | Cervélo TestTeam CWT |
| -------------------- | ----------------------- | -------------------- |
| Num                  | Coureuse                | Pos                  |
| 11                   | Lizzie Armitstead (GBR) | 23e                  |
| 12                   | Charlotte Becker (GER)  | 1re                  |
| 13                   | Lieselot Decroix (BEL)  | 35e                  |
| 14                   | Claudia Häusler (GER)   | 54e                  |
| 15                   | Émilie Aubry (SUI)      | 39e                  |
| 16                   | Patricia Schwager (SUI) | 85e                  |

| Lotto Ladies LLT | Lotto Ladies LLT          | Lotto Ladies LLT |
| ---------------- | ------------------------- | ---------------- |
| Num              | Coureuse                  | Pos              |
| 21               | Grace Verbeke (BEL)       | 12e              |
| 22               | Vicki Whitelaw (AUS)      | 17e              |
| 23               | Veronica Andrèasson (SWE) | 59e              |
| 24               | Ashleigh Moolman (RSA)    | 72e              |
| 25               | Josephine Tomic (AUS)     | 76e              |
| 26               | Lynette Burger (RSA)      | 93e              |

| Red Sun Cycling Team RSC | Red Sun Cycling Team RSC         | Red Sun Cycling Team RSC |
| ------------------------ | -------------------------------- | ------------------------ |
| Num                      | Coureuse                         | Pos                      |
| 31                       | Emma Johansson (SWE)             | 6e                       |
| 32                       | Ludivine Henrion (BEL)           | 53e                      |
| 33                       | Paulina Brzeźna-Bentkowska (POL) | 61e                      |
| 34                       | Emma Silversides (GBR)           | 77e                      |
| 35                       | Mascha Pijnenborg (NED)          | 83e                      |
| 36                       | Petra Dijkman (NED)              | 84e                      |

| HTC-Columbia Women TCW | HTC-Columbia Women TCW | HTC-Columbia Women TCW |
| ---------------------- | ---------------------- | ---------------------- |
| Num                    | Coureuse               | Pos                    |
| 41                     | Judith Arndt (GER)     | 2e                     |
| 42                     | Chloe Hosking (AUS)    | 11e                    |
| 43                     | Ellen van Dijk (NED)   | 24e                    |
| 44                     | Adrie Visser (NED)     | 28e                    |
| 45                     | Noemi Cantele (ITA)    | 51e                    |
| 46                     | Luise Keller (GER)     | 89e                    |

| Valdarno VAD | Valdarno VAD                   | Valdarno VAD |
| ------------ | ------------------------------ | ------------ |
| Num          | Coureuse                       | Pos          |
| 51           | Marta Vilajosana (ESP) (route) | 32e          |
| 52           | Monia Baccaille (ITA) (route)  | 7e           |
| 53           | Tania Belvederesi (ITA)        | 86e          |
| 54           | Martina Corazza (ITA)          | 88e          |
| 55           | Alessia Massaccesi (ITA)       | 90e          |
| 56           | Bridie O'Donnell (AUS)         | AB           |

| Gauss RDZ Ormu GAU | Gauss RDZ Ormu GAU      | Gauss RDZ Ormu GAU |
| ------------------ | ----------------------- | ------------------ |
| Num                | Coureuse                | Pos                |
| 61                 | Giorgia Bronzini (ITA)  | 5e                 |
| 62                 | Martine Bras (NED)      | 15e                |
| 63                 | Giada Borgato (ITA)     | 26e                |
| 64                 | Edita Pučinskaitė (LTU) | 55e                |
| 65                 | Elena Kuchinskaya (RUS) | 58e                |
| 66                 | Eleonora Suelotto (ITA) | AB                 |

| Safi-Pasta Zara SAF | Safi-Pasta Zara SAF     | Safi-Pasta Zara SAF |
| ------------------- | ----------------------- | ------------------- |
| Num                 | Coureuse                | Pos                 |
| 71                  | Oxana Kozonchuk (RUS)   | 9e                  |
| 72                  | Alona Andruk (UKR)      | 19e                 |
| 73                  | Inga Čilvinaitė (LTU)   | 27e                 |
| 74                  | Vilija Sereikaitė (LTU) | 33e                 |
| 75                  | Eleonora Patuzzo (ITA)  | 36e                 |
| 76                  | Aušrinė Trebaitė (LTU)  | 46e                 |

| Top Girls Fassa Bortolo-Ghezzi TOG | Top Girls Fassa Bortolo-Ghezzi TOG | Top Girls Fassa Bortolo-Ghezzi TOG |
| ---------------------------------- | ---------------------------------- | ---------------------------------- |
| Num                                | Coureuse                           | Pos                                |
| 81                                 | Elena Berlato (ITA)                | 22e                                |
| 82                                 | Gloria Presti (ITA)                | 34e                                |
| 83                                 | Sigrid Corneo (SLO)                | 41e                                |
| 84                                 | Silvia Valsecchi (ITA)             | 80e                                |
| 85                                 | Jennifer Fiori (ITA)               | 92e                                |
| 86                                 | Valentina Carretta (ITA)           | AB                                 |

| Vienne Futuroscope FUT | Vienne Futuroscope FUT                 | Vienne Futuroscope FUT |
| ---------------------- | -------------------------------------- | ---------------------- |
| Num                    | Coureuse                               | Pos                    |
| 91                     | Pascale Jeuland (FRA)                  | 10e                    |
| 92                     | Christel Ferrier-Bruneau (FRA) (route) | 13e                    |
| 93                     | Karol-Ann Canuel (CAN)                 | 52e                    |
| 94                     | Julie Beveridge (CAN)                  | 64e                    |
| 95                     | Caroline Mani (FRA)                    | AB                     |

| Lointek LTK | Lointek LTK               | Lointek LTK |
| ----------- | ------------------------- | ----------- |
| Num         | Coureuse                  | Pos         |
| 101         | Anne-Marie Schmitt (LUX)  | 37e         |
| 102         | Belén López (ESP)         | 60e         |
| 103         | Leticia Gil (ESP)         | 91e         |
| 104         | Lucía González (ESP)      | 96e         |
| 105         | Debora Galves Lopez (ESP) | 98e         |
| 106         | Mireia Epelde (ESP)       | AB          |

| Bizkaia-Durango BPD | Bizkaia-Durango BPD         | Bizkaia-Durango BPD |
| ------------------- | --------------------------- | ------------------- |
| Num                 | Coureuse                    | Pos                 |
| 111                 | Cristina Alcalde (ESP)      | 30e                 |
| 112                 | Ana Garcia (ESP)            | 42e                 |
| 113                 | Ariadna Tudel Cuberes (AND) | 57e                 |
| 114                 | Dorleta Zorrilla (ESP)      | 75e                 |
| 115                 | Sara Ortiz (ESP)            | 95e                 |
| 116                 | Amaia Martioda (ESP)        | AB                  |

| Debabarrena-Kirolgi DKT | Debabarrena-Kirolgi DKT  | Debabarrena-Kirolgi DKT |
| ----------------------- | ------------------------ | ----------------------- |
| Num                     | Coureuse                 | Pos                     |
| 121                     | Ane Santesteban (ESP)    | 97e                     |
| 122                     | Ana Yunta (ESP)          | AB                      |
| 123                     | Inmaculada Pereiro (ESP) | AB                      |
| 124                     | Izaro Lasa (ESP)         | AB                      |
| 125                     | Saioa Olite (ESP)        | AB                      |
| 126                     | Inmaculada Rafael (ESP)  | AB                      |

| Giant Pro Cycling GPC | Giant Pro Cycling GPC | Giant Pro Cycling GPC |
| --------------------- | --------------------- | --------------------- |
| Num                   | Coureuse              | Pos                   |
| 131                   | Liu Xin (CHN)         | 69e                   |
| 132                   | Fanli Shen (CHN)      | 70e                   |
| 133                   | Lina Shi (CHN)        | AB                    |
| 134                   | Luo Xiaoling (CHN)    | AB                    |
| 135                   | Gao Min (CHN)         | AB                    |

| SC Michela Fanini Record Rox MIC | SC Michela Fanini Record Rox MIC | SC Michela Fanini Record Rox MIC |
| -------------------------------- | -------------------------------- | -------------------------------- |
| Num                              | Coureuse                         | Pos                              |
| 141                              | Nina Ovcharenko (UKR)            | 44e                              |
| 142                              | Carly Hibberd (AUS)              | 25e                              |
| 143                              | Alice Marmorini (ITA)            | 78e                              |
| 144                              | Giulia Lazzerini (ITA)           | 79e                              |
| 145                              | Martina Růžičková (CZE) (route)  | 81e                              |
| 146                              | Barbara Guarischi (ITA)          | AB                               |

| Alriksson-Go:Green AGG | Alriksson-Go:Green AGG         | Alriksson-Go:Green AGG |
| ---------------------- | ------------------------------ | ---------------------- |
| Num                    | Coureuse                       | Pos                    |
| 151                    | Jennie Stenerhag (SWE) (route) | 45e                    |
| 152                    | Madelene Olsson (SWE)          | 48e                    |
| 153                    | Johanna Nilsson (SWE)          | AB                     |
| 154                    | Jessica Kihlbom (SWE)          | AB                     |

| Espagne ESP | Espagne ESP     | Espagne ESP |
| ----------- | --------------- | ----------- |
| Num         | Coureuse        | Pos         |
| 161         | Rosa Bravo      | 38e         |
| 162         | Leire Olaberría | 66e         |
| 163         | Maria Gomez     | 82e         |
| 164         | Marta Brugue    | AB          |
| 165         | Rocío Loureda   | AB          |
| 166         | Arantxa Garcia  | AB          |

| Pays-Bas NED | Pays-Bas NED         | Pays-Bas NED |
| ------------ | -------------------- | ------------ |
| Num          | Coureuse             | Pos          |
| 171          | Lucinda Brand        | 14e          |
| 172          | Anna van der Breggen | 40e          |
| 173          | Chantal Blaak        | 56e          |
| 174          | Andrea Bosman        | 65e          |
| 175          | Amy Pieters          | 71e          |
| 176          | Irene van den Broek  | 99e          |

| Australie AUS | Australie AUS    | Australie AUS |
| ------------- | ---------------- | ------------- |
| Num           | Coureuse         | Pos           |
| 181           | Tiffany Cromwell | 47e           |
| 182           | Carlee Taylor    | 49e           |
| 183           | Amanda Spratt    | 50e           |
| 184           | Rachel Neylan    | 67e           |
| 185           | Lisa Jacobs      | 73e           |

| Allemagne GER | Allemagne GER            | Allemagne GER |
| ------------- | ------------------------ | ------------- |
| Num           | Coureuse                 | Pos           |
| 191           | Denise Zuckermandel      | 18e           |
| 192           | Lisa Brennauer           | 43e           |
| 193           | Anna-Bianca Schnitzmeier | 68e           |
| 194           | Laura Dittmann           | 74e           |
| 195           | Franziska Merten         | 87e           |
| 196           | Franziska Ruschke        | AB            |

| Grande-Bretagne GBR | Grande-Bretagne GBR       | Grande-Bretagne GBR |
| ------------------- | ------------------------- | ------------------- |
| Num                 | Coureuse                  | Pos                 |
| 201                 | Nicole Cooke (route)      | 8e                  |
| 202                 | Lucy Martin               | 16e                 |
| 203                 | Catherine Hare Willianson | 31e                 |
| 204                 | Katie Colclough           | 62e                 |
| 205                 | Nikki Brammeier           | 63e                 |

Les dossards sont mal connus.